# NGC 5333
NGC 5333 (również PGC 49424) – galaktyka soczewkowata (SB0), znajdująca się w gwiazdozbiorze Centaura. Odkrył ją John Herschel 2 lipca 1834 roku.